# Annick Eeckhaoudt
Annick Eeckhaoudt is een Belgisch voormalig volleybalster.

## Levensloop
Eeckhaoudt was actief in de eerste ploeg van Asterix Kieldrecht in seizoen 1988-'89 (toen nog in 1e landelijke) en van 1993 tot 1995. Met Asterix nam ze onder meer deel aan de eerste Europese campagne van de club in 1994-'95. Vervolgens was Eeckhaoudt actief bij het Nederlandse Volley Hulst. In 1998 maakte ze de overstap naar Bell's Temse.
Haar zus Erika was eveneens actief in het volleybal.